# Aaron Copland House
Aaron Copland House of Rock Hill is een huis aan Washington Street in Cortlandt Manor, New York. Het werd gebouwd in de jaren 40 en was de woning van componist Aaron Copland gedurende de laatste 30 jaar van zijn leven.
Het is een National Historic Landmark sinds 2008.